# Singapurski botanički vrtovi
Singapurski botanički vrtovi (malajski: Taman Botanik Singapura ili Kebun Botani Singapura) je 74 ha velik botanički vrta u samom središtu Singapura. Ovi vrtovi predstavljaju evoluciju britanskog kolonijalnog tropskog botaničkog vrta koji je postao moderna znanstvena institucija svjetske klase koja se koristi i za očuvanje i obrazovanje. Kulturni krajolik uključuje bogatu raznolikost povijesnih obilježja, biljaka i zgrada koje pokazuju razvoj vrta od njegova osnutka 1859. godine. Bili su važno središte za znanost, istraživanje i očuvanje biljaka, osobito u vezi s uzgojem gume na plantažama jugoistočne Azije od 1875. god. Zbog toga su upisani na UNESCO-ov popis mjesta svjetske baštine u Aziji 2015. godine.
To je jedini botanički vrt na svijetu koji je otvoren za javnost svaki dan od 5 ujutro do ponoći, cijele godine, i to besplatno, s iznimkom Nacionalnog muzeja orhideja. 

## Znamenitosti
Nacionalni vrt orhideja je glavna atrakcija botaničkih vrtova. Na brdovitih 3 ha u središtu vrtova nalazi se kolekcija s preko 1.000 vrsta i 2.000 hibrida orhideja. U samom vrtu orhideja nalaze se i druge atrakcije kao što je dvorana Burkill i VIP vrt orhideja je kolonijalni bungalov iz 1886. godine koji je nekada bio upraviteljev dom, a u kojemu su danas izloženi brojni hibridi nazvani po slavnim osobama koje su posjetile vrt. Orhidarij je sklonište za entuzijaste orhideja s tropskim okolišem.
Kišna šuma od oko 6 ha je starija od svih ostalih vrtova i jedna je od samo dvije kišne šume u jednom velikom gradu; drugu ima Rio de Janeiro.
Vrt medenjaka se nalazi uz Nacionalni vrt orhideja, a u njemu se nalaze razne vrste iz obitelji Zingiberaceae, Halia restoran, slap i vidikovac.
Botanički centar sadrži obnovljena Tanglin vrata, knjižnicu botanike i hortikulture, Singapurski herbarij, uzgajalište orhideja i obrazovne radionice. Zeleni paviljon je prva zgrada sa „zelenim krovom” u Singapuru.
Dječji vrt Jacob Ballas, nazvan po singapurskom filantropu koji je preminuo 2004. god. On sadrži prostore za vodene igre, malo igralište, kućice na drveću s toboganima i labirint.
- Replika drevnih divova vrste Lepidodendrons u evoulucijskom vrtu
- Travnjaci doline palmi su popularno izletište
- Slap u Vrtu medenjaka
- Zeleni paviljon
- Skulptura Frédérica Chopina

## Vanjske poveznice
- Službene stranice  Arhivirana inačica izvorne stranice od 1. lipnja 2018. (Wayback Machine) + fotografije (engl.)
- My Destination Singapore Video & VT of Botanic Gardens  Arhivirana inačica izvorne stranice od 22. prosinca 2015. (Wayback Machine)